# Малоросійство
Малоросі́йство — концепція, суспільно-політична течія, що виникла на землях української козацької держави, та базувалася на уявленні про те, що українці, москвини та білоруси вважалися органічною частиною триєдиного «русского» народу, що мають рівні національні та соціальні права і можливості. Характерною рисою цієї концепції було, з одного боку, лояльне ставлення до царського уряду, а з іншого — помірне відстоювання самобутніх «прав і вольностей». Етимологічно назва походить від поняття «малороси».
На сьогоднішній день малоросійство розглядається, як комплекс редукованого патріотизму та провінціалізму серед частини українського суспільства, зумовлений довгим перебуванням земель України під москвинською окупацією імперії романових. Носії малоросійства — це змосковщені українці, національний характер яких сформувався під чужим тиском і впливом.
Малоросійство полягає у байдужому, а то й негативному ставленні до українських національно-державницьких традицій та прагнень, а часто і активній підтримці москвинській культури й великодержавної політики

## Малоросійство у світовому контексті
Політолог Микола Рябчук пропонує розглядати малоросійство як прояв відносин між колонізаторами та колонізованими:

## Психологічне підґрунтя
Причиною виникнення малоросійської ідентичності є драматичне роздвоєння колективної психіки, коли частина населення вже не наважується ототожнювати себе з Україною та українцями, при цьому не бажає цілком відректись від української ідентифікації, беззастережно ототожнивши себе з російським/радянським народом.
Поет і культурфілософ Євген Маланюк вбачав, що причина малоросійства лежить усередині самої національної вдачі українців. У них м'якість, лагідність, їхня схильність до компромісу, до вибухової запальної емоційності, яка швидко сходить на ніщо, не врівноважувалися іншими — раціональними, вольовими. Він вважав його капітуляцією ще перед боєм. З ним погоджується український філософ Олександр Кульчицький, який вказує, що «Домінанта поразки й даремних зусиль, що випливає з деяких наших історичних починань, могла, безперечно, із часом надавати українській національній психіці забарвлення фатального песимізму…»
Малоросійськість ґрунтується на:
- на відчутті своєї другорядності, меншовартості, української неповноцінності (усвідомленому чи неусвідомленому);
- сформованим багаторічним страхом перед мовою, яка вважалася злочинною і шкідливою, і тому неодноразово явно заборонялася або неявно знищувалася;
- відхід від української професійної культури з аргументацією, що вона є «другорядною», «вторинною», «провінційною», «сільською»;
- відразі до громадського об'єднання, якщо воно не ініційоване згори позаукраїнською владою;
- розгляді проблем тільки в «інтересах великої держави».
- замовчуванні подій, пов'язаних із українськими перемогами, і акцентування поразок як виправдання неможливості самостійного існування Української держави й української культури.

На сучасному етапі, доктор психологічних наук Віктор Москалець розглядає малоросійство як «цілий невропатичний комплекс, який можна назвати соціальним садистсько-мазохістським. Це комплекс соціальної неповноцінності, інфантилізм зі схильністю до забуття, марень, невропатична тривожність з ананкастичним синдромом та ін.».

## Прояви малоросійства
Доктор медичних наук та науковий публіцист Володимир Войтенко з точки зору психології та соціології виділив п'ять типів носіїв комплексу малоросійства:
- пасивне малоросійство;
- малоросійське яничарство;
- номенклатурне малоросійство;
- малоросійський мазохізм;
- ритуальне малоросійство[7].

Пасивне малоросійство є виявом пристосування до ситуації, сприйняття її як одвічної та довічної. Воно є намаганням відійти від проблем, отримати якісь вигоди.
Малоросійське яничарство — вибір існування за рахунок ототожнення себе з колонізатором. Малоросійський яничар може діяти і від імені поневолювача, і від імені поневолених, оголосивши себе його кращою частиною.
Номенклатурне малоросійство розглядає Україна не як батьківщину, а службовий кабінет.
Малоросійський мазохізм — постійне згадування про незгоди, які випали на долю українського народу, невиліковне бажання конче бути народом-страдником

## Виникнення та розвиток
На початку XVIII сторіччя український народ сприймався в етнічному відношенні окремим від московського. Тому в козацьких літописах стверджувалось, що Україна (Мала Русь) та Московія (Велика Русь) — це різні землі, населені різними народами і об'єднані єдиним царем, а тому українці претендують на свої «старовинні» права та свободи. В XVIII ст. в російській мові поступово виникає поняття «малоросіяни», що мало географічне (не етнічне) значення жителів України/Малоросії. І навіть на початку XIX ст. поняття «малорос», позначало населення України, пов'язане з росіянами спільним царем та релігією, та в жодному разі не етнічно чи історично.
Прийняття Гетьманщиною протекції російського царя уповільнив процес самоідентифікації українського народу. Малоросійська свідомість почала формуватись протягом 1720-х — 1760-х років, коли козацька еліта намагалась прирівняти себе в правах до російського дворянства і замість політичної чи етнічної стала надавати перевагу становій ідентичності. Це надавало їй можливість легітимізації свого соціального положення в ієрархії Російської імперії та відкривало широкі кар'єрні перспективи.
Прихильники малоросійської ідеї розглядали Російську імперію як власну державу, яку вони допомагали будувати, обґрунтовуючи прихильність до неї в тому числі і перемогами над давніми ворогами України — Річчю Посполитою, Кримським ханством і Османською імперією.
Російська держава підтримувала малоросійство як запоруку культурного і політичного провінціалізму, прибираючи залишки національної пам'яті та сентиментів. На засіданні Державної думи Російської імперії 19 лютого 1914 р. депутат від Київської губернії, націоналіст А.Савенко пояснював відмінність між поняттями «українець» та «малорос» після того як П.Мілюков назвав голову Думи М.Родзянка українцем:
|  | …Ми, по перше, взагалі не українці – я не знаю, на якій підставі пан Мілюков назвав голову Державної думи українцем. Голова Державної думи не українець, а малорос, – ми, малороси, узагалі не вважаємо себе українцями, ми вважаємо себе винятково російськими людьми… |

## Дослідження концепції малоросійства
В. Липинський визначив малоросійство як «хворобу бездержавності». Подібний комплекс існував у ментальності деяких західноукраїнських кіл у Галичині XIX ст. у стосунку до Польщі — «генте рутенус, націоне полонус» (українці за походженням — поляки за національністю) та у Закарпатті — відносно Угорщини (мадярони).
Іван Дзюба писав про «комплекс малоросійства», і що він був перепоною на шляху побудови української державності. Але при цьому зазначав, що у рамках малоросійства частині інтелігенції все ж вдавалося відстоювати елементи національних цінностей.
Лариса Нагорна писала, що у підросійській частині України освічені українці частіше обирали соціальні доктрини, ніж національні. Політичне життя, в основному, було конформістським, існувала політична мімікрія, комплекси «меншовартості» і «малоросійства»; протестні настрої не набули широкого поширення. Ще в середині 17 століття українці усвідомлювали свою окремішність і від росіян, і від поляків. Проте вже наприкінці 19 століття під впливом російської пропаганди таке усвідомлення відбувалося далеко не завжди.
Український вчений і громадський діяч Михайло Драгоманов увів у вжиток термін — носії малоросійщини:
|  | Це зросійщені українці, національний характер яких утворювався під чужим тиском і впливом, що мало наслідком засвоєння переважно гірших якостей чужої національності і втрати кращих своїх. |